# Fatima Mernissi
Fatima Mernissi (Fez, 27 de septiembre de 1940 – Rabat, el 30 de noviembre de 2015) transcrito también como Fatema Mernissi (en árabe, فاطمة مرنيسي Fātima Marnīsī) fue una escritora, historiadora, socióloga y feminista marroquí. Autoridad mundial en estudios del Corán, defensora de los derechos de las mujeres en el mundo árabe e islámico y una de las voces más relevantes de la intelectualidad árabe. Premio Príncipe de Asturias en 2003.

## Biografía
Fátima Mernissi nació en 1940 en Fez (Marruecos), uno de los centros del movimiento nacionalista marroquí contra la ocupación francesa. Pertenecía a una familia acomodada, dueña de grandes extensiones de tierra y fiel a las tradiciones. En la gran casa familiar existían habitaciones para las mujeres entre las que nació y creció. El triunfo del nacionalismo político le permitió acceder a una educación de la que no gozaron su madre y abuela, que fueron analfabetas. Durante los primeros años de escolarización, se formó en las escuelas coránicas para incorporarse luego al modelo de enseñanza propuesto por el Estado recién creado. Hasta los veinte años solo hablaba árabe, pero para superar la barrera del idioma, aprendió varias lenguas y escribió sus obras en árabe, francés e inglés. 
Mernissi obtuvo su Certificado de Ciencias Políticas en la Facultad de Derecho de la Universidad Mohamed V de Rabat y prosiguió sus estudios con una beca en la Universidad de la Sorbona, en París. Después, consiguió el Doctorado en Sociología en la Universidad de Brandeis de Estados Unidos en 1973, con el trabajo Beyond the Veil: Male-Female Dynamics in Modern Muslim Society. A su vuelta a Marruecos se dio a conocer por sus intervenciones en el 24.º Congreso de Sociología de abril de 1974 en Argel. Sus ensayos y trabajos literarios la han convertido en una de las escritoras más célebres del Magreb (especialmente en Marruecos) y en una referente de primer orden dentro del pensamiento árabe contemporáneo. Desde 1973 hasta 1980, fue profesora de Sociología en la Universidad de Rabat. Después, enseñó en el Institut Universitaire de la Recherche Scientifique, Universidad Mohamed V, Rabat. Además, Mernissi fue consultora de diversos organismos internacionales (BIT, UNESCO) y directora de diversas colecciones como Femme Magreb Horizons 2000, Marocaines, Citoyennes de demain y muchas más.

## Obra
La evolución intelectual de Mernissi, visible en sus obras, presenta dos enfoques claves en política islámica. Durante los años 70, Mernissi escribió sobre la necesidad de reconstruir la sociedad musulmana, cambiándola de manera radical para poner en duda el sistema patriarcal, lo cual significa también la revisión del Islam y su relevancia para la experiencia contemporánea. En sus últimas obras, no exige una revisión completa del sistema, sino más bien reformas sociales, políticas y religiosas para restaurar los derechos de las mujeres.

### Sexo, ideología e Islam(1975)
Su tesis y primer libro Sexo, ideología e Islam (título original en inglés: Beyond the Veil: Male-Female Dynamics in Modern Muslim Society ,1975) está basada en 14 entrevistas con mujeres marroquíes urbanas y 402 cartas enviadas a un servicio de asesoramiento religioso marroquí. Mernissi intenta demostrar que el islam oficial está en contradicción con la igualdad de género. Las mujeres son iguales a los hombres en la ideología del islam, pero son consideradas manipuladoras, sexualmente activas y peligrosas (por el contrario, en la cultura occidental, la desigualdad de género está justificada por la creencia de que las mujeres son biológicamente inferiores que los hombres). Además, las mujeres están subordinadas a los hombres según la ley islámica (Sharía) y las instituciones, para limitar su poder. Sin embargo, la modernización está cuestionando algunas de estas instituciones. La parte I del libro detalla los escritos de los primeros académicos musulmanes sobre mujeres, sexualidad y familia. La parte II trata la situación moderna de Marruecos. Algunas de las ideas que incluye: La umma (comunidad de creyentes del islam), basada en la igualdad, está en conflicto con la familia musulmana, que se construye a partir de la desigualdad. El elemento heterosexual, y no la liberación de la mujer, es lo que representa una amenaza para el islam. La liberación de las mujeres musulmanas se llevará a cabo a través del cambio generacional y no del conflicto sexual.

### Marruecos a través de sus mujeres(1990)
A principios de los años ochenta, Mernissi hizo uno de los primeros estudios en el que se demostraba científicamente la correlación entre la alfabetización de las mujeres y el índice de natalidad. En el libro que incluye estos estudios, Marruecos a través de sus mujeres (1990) (título original en francés: Le Maroc raconté par ses femmes, 1983), explica que de cinco hijos en las mujeres no alfabetizadas se pasa a dos en las alfabetizadas. Las comisiones especializadas de Naciones Unidas también utilizaron estas investigaciones.
Según Mernissi, este libro

“[e]s un conjunto de entrevistas elegidas por mí porque me gustan a mí, sencillamente. Es un libro lleno de subjetivismo. Los lazos afectivos que me unen a las mujeres entrevistadas son muy fuertes. Yo les he dado la palabra a las mujeres del silencio, las que se deslizan por la vida sin que nadie las vea o las oiga. Las que, antes y después de la independencia, se proletarizaron casi clandestinamente. Los partidos y el Gobierno se interesan por las que tienen diplomas, las que se desenvuelven perfectamente en la sociedad. Yo he hecho emerger el silencio de las campesinas y obreras, mujeres trabajadoras de las que sólo se habla o aparecen en tiempos de elecciones. El mensaje de mi libro es plantear problemas, interpelar al mundo árabe, a Marruecos, al legislador marroquí. ¿A quién refleja, pues, la ley? ¿Para quién está hecha?”
Fátima Mernissi

### El Harén político: El profeta y las mujeres(1992)
En este libro (título original en francés: Le harem politique – Le Prophéte et les femmes, 1987), localiza y describe las tradiciones islámicas premodernas que apoyan los derechos humanos de las mujeres. Para defender su derecho a realizar su trabajo, Mernissi entendió que, más que convertirse en una experta, debía volver a revisar los textos coránicos. Tras un minucioso estudio de las diferentes versiones del Corán, Mernissi muestra el principio de la misoginia que reina en algunos círculos islámicos y hace su célebre afirmación: el profeta Mahoma fue un hombre feminista y muy progresista para su época, y no fue él, sino otros hombres, quienes empezaron a considerar a las mujeres como personas de segunda clase. El profeta fue defensor de la dignidad de las mujeres, a las que les abre las puertas de las mezquitas en igualdad de condiciones con el hombre. Con sus propias palabras, Fátima Mernissi dice lo siguiente:

“La Arabia de [la] época [de Mahoma] era injusta y brutal. Se secuestraba, se vendía y se heredaba a las mujeres. Él prohibió todo eso y puso límites a la poligamia salvaje de aquellos beduinos. Hizo que las mujeres participaran en la oración y la guerra, los dos actos más importantes entonces.”
Fátima Mernissi

Mernissi también escribe sobre el importante papel de las esposas del Profeta y su participación en los principales acontecimientos políticos de la fundación del islam. Todo esto no gustó al régimen y el libro se convirtió en el único libro de la autora prohibido en Marruecos, aunque en otros países musulmanes, como en Siria, tuvo un gran éxito.

### El poder olvidado. Las mujeres ante un islam en cambio(1995)
El poder olvidado. Las mujeres ante un islam en cambio (1995) (título original en francés: Sultanes oubliées – Femmes chefs d’Etat en Islam, 1990) contiene una serie de artículos de los años ochenta y principios de los noventa que intentaban contestar, desde diferentes ángulos, a varias preguntas como: ¿Por qué los Estados árabes son tan hostiles a las mujeres? ¿Por qué no las pueden ver como fuerza motriz del progreso? Mernissi afirma que no comprendió “el misterio de la hostilidad estatal hacia la mujer hasta que estalló la guerra del golfo Pérsico. Fue entonces cuando se vio claramente que no se trataba de una guerra contra la feminidad sino de una guerra contra la democracia.”

### Sueños en el umbral: Memorias de una niña del harén(1995)
En este libro (título original en inglés: Dreams of a Trespass – Tales of a Harem Girlhood, 1994), Fátima Mernissi describe el harén doméstico en Fez en el que vivió en su infancia y adolescencia en la década de los 40 y los primeros años de la década de los 50. Esta descripción es muy distinta del harén imperial otomano que ha llegado al Occidente a través de la pintura y las películas, que desapareció en 1909. En esta obra, Mernissi cuenta en primera persona los sueños y memorias de las mujeres con las que vive en el patio y que no tienen acceso al mundo exterior, por eso, se ve obligada a recrear el mundo en su imaginación. Vive con su abuelo paterno, las esposas de éste, tíos, primos y otros familiares, además de su padre y madre. La madre de Mernissi la educa e influye en ella para que no sea una mujer sumisa, sino fuerte. En esto tienen un papel importante los personajes de las Mil y una noches como por ejemplo, Scheherazade, que con su inteligencia y dominio de la palabra supo controlar al rey, su marido y hombre. El harén de su abuelo en el campo era también tradicional pero más abierto en un sentido geográfico, porque las mujeres no viven dentro de sus muros, sino que disfrutan de más libertad, pueden moverse en el campo y tienen mucho contacto con la naturaleza. En su granja, el abuelo materno de Mernissi vive con su mujer, Yasmina, y otras coesposas. Mernissi y su primo Samir intentan entender los conceptos de los adultos – discuten sobre la naturaleza del harén, el término hudud (las fronteras sagradas), la cuestión de verdad versus mentiras inocentes y la tensión creciente entre las fuerzas francesas coloniales y los nacionalistas marroquíes. En relación con las hudud, a Mernissi le enseñaron que son muy importantes para ser feliz y que es necesario respetarlas. Se trata de fronteras físicas como la puerta de casa o fronteras sociales que ponen a los hombres en un sitio y a las mujeres en otro. No obstante, desde joven, Mernissi intenta romper con las fronteras, probablemente inspirada por su madre, su tía Habiba y por su abuela Yasmina, que le dice que el Profeta Mahoma nunca había hecho distinción entre hombres y mujeres o entre ricos y pobres.

### Lista de libros en español
- 1990 Marruecos a través de sus mujeres; Ediciones del Oriente y del Mediterráneo
- 1990 Aixa y el hijo del rey, o ¿Quién puede más el hombre o la mujer? : cuento popular marroquí; Ediciones del Oriente y del Mediterráneo
- 1992 El harén político: El Profeta y las mujeres; Ediciones del Oriente y del Mediterráneo
- 1992 El miedo a la modernidad: Islam y democracia; Ediciones del Oriente y del Mediterráneo
- 1995 El poder olvidado: Las mujeres ante un Islam en cambio; Icaria editorial
- 1995 Sueños en el umbral: Memorias de una niña del harén; El Aleph Editores
- 1997 Las sultanas olvidadas; El Aleph Editores
- 2001 El harén en occidente; Espasa Libros
- 2004 Un libro para la paz; El Aleph Editores
- 2005 El hilo de Penélope: La labor de las mujeres que tejen el futuro de Marruecos; Editorial Lumen
- 2008 El amor en el Islam: A través del espejo de los textos antiguos; Aquilar
- 2016 Reflexiones sobre la violencia de los jóvenes; Icaria editorial[15]

### Otras obras
- 1979 Les Ait-Débrouille- ONG rurales du Haut Atlas; Marsam Editions
- 1983 Al Hubb fi hadaratina al-Islamiya (Amor en nuestra civilización islámica); Al-dar al-‘alamiya li-l-tiba’a wa-l-nashr wa-l-tawazi’
- 1985 Femmes du Gharb
- 1988 Chahrazad n'est pas marocaine, autrement elle serait salariée!, Editions La Fennec
- 1988 Etes-vous vacciné contre le Harem? – Texte-Test pour les messiuers qui adorent les dames; Editions Le Fennec
- 2001 Scheherazade Goes West; Washington Square Press
- 2004 Les Sindbads marocains: voyage dans le Maroc civique; Editions Marsam.[15][16]

## Reconocimientos

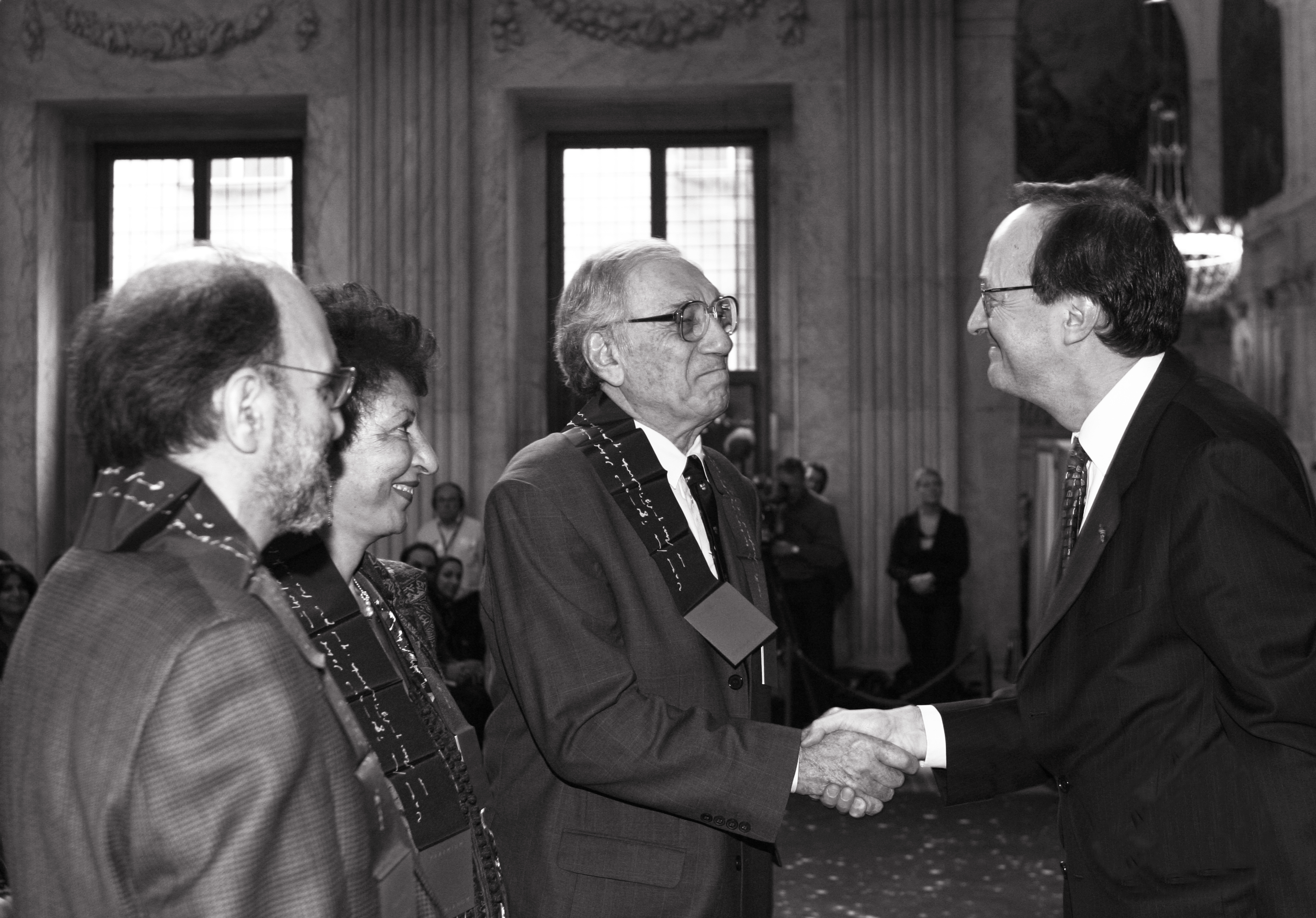
Fátima Mernissi recibe el Premio de Erasmus junto con Abdolkarim Soroush y Sadiq al-Azm en 2004

Fatima Mernissi defendía un concepto humanista donde las mujeres tienen que asumir su papel luchando con la palabra, el arma principal para lograr la igualdad y hacer la revolución. En 2003 recibió el Premio Príncipe de Asturias de las Letras, junto a Susan Sontag. Según la organización del certamen, la autora desarrolló “una obra literaria en varios géneros que, con profundidad de pensamiento y calidad estética, aborda cuestiones esenciales de nuestro tiempo desde una perspectiva complementaria en el diálogo de las culturas”. Ese mismo año fue la encargada de realizar el pregón de las Fiestas de la Mercè de Barcelona.
En 2004, recibió el Premio de Erasmus de la fundación neerlandesa Praemium Erasmianum junto con Abdolkarim Soroush y Sadiq al-Azm.